# Medical College Admissions Test

Logo Oficial del Medical College Admisssions Test

El MCAT (Medical College Admissions Test, por sus siglas en inglés) es un examen establecido en Estados Unidos para personas que desean entrar a una facultad de medicina de este país.
Hay 3 secciones, cada una con 15 puntos: ciencias biológicas, ciencias físicas y razonamiento verbal; también, hay una sección de escritura

## Calificación
“J” denota la calificación más baja, y “T” la mejor.  La calificación del MCAT más baja para aprobar, depende de la universidad; sin embargo, una calificación de 30 es suficientemente buena para ser aceptada en la mayoría de las facultades de medicina de los Estados Unidos. 